# Synomelix longitarsis
Synomelix longitarsis là một loài tò vò trong họ Ichneumonidae.